# Рудник Брізей
Рудник Брізей (Briseis) — колишній гірничодобувний майданчик на австралійському острові Тасманія.
Алювіальні поклади олова виявили в районі Брізей в 1874—1877 роках. Розробка стартувала в 1876-му і станом на кінець 1890-х її провадили на кількох ділянках на південь від річки Рінгарума компанії Krushka Brothers, Briseis Tin Mine Company (створена в 1883-му) та New Brothers’ Home No. 1 Tin Mine Company. Технологія передбачала використання великих обсягів води, при цьому в найкращому стані була Krushka Brothers, що мала найпівнічнішу ділянку та могла відбирати достатньо ресурсу з Рінгарума (а також скидати відпрацьовані хвости просто в річку). Інші компанії могли розраховувати лише на невеликий струмок Каскад-Рівер, що протікав з півдня на північ до впадіння в Рінгарума.
У спробі покращити водопостачання Briseis Tin Mine Company в 1898-му спорудила водопровід довжиною 10 кілометрів від струмка Мейн-Крік, що дозволило їй за вісім місяців з листопада 1898-го по червень 1899-го видобути 117 тонн оксиду олова (та вперше виплатити дивіденди за весь період з самого заснування). Втім, подальший розвиток рудника потребував знесення пагорба Брізей, під яким проходило русло древнього потоку, в якому колись і виникли алювіальні поклади олова.
У 1902-му Briseis TM Company (що також взяла в оренду ділянку New Brothers’ Home No. 1 Tin Mine Company), ввела в дію водопровід завдовжки 47 кілометрів, який доправляв ресурс від греблі, зведеної вище по течії Рінгарума. Враховуючи рельєф місцевості, це дозволило створити значний перепад висот та взятися за розмив пагорба Брізей водою під високим тиском (при цьому для скиду пульпи до Рінгарума довелось прокласти тунель). Роботи тривали 30 місяців до листопада 1904-го, що призвело до вилучення шару розкривних порід завтовшки 40 метрів та дозволило добратись до олов'яних розсипів. Як наслідок, якщо в 1903—1904 роках середні темпи видобутку оксиду олова становили 35—40 тонн на місяць, то з лютого 1906-го вдалось вийти на рівень у понад 100 тонн. У 1906, 1907 та 1908 роках рудник видавав по 1400 тонн оксиду олова. Всього з 1902 по 1910 роки вилучили 2,5 млн м3 розкривних порід та 2,8 млн м3 руди, що дозволило отримати 8,2 тисячі тонн оксиду олова.
У 1907-му через Рінгарума перекинули міст для водопроводу завдовжки близько 90 метрів, після чого узялись за розмив розкривних порід на північ від річки, на ліцензійній ділянці, де колись здійснила невдалу спробу розробки компанія Ringarooma Tin Mines Ltd. Роботи тривали кілька років і лише в травні 1911-го вдалось досягнути покрівлі олов'яного покладу, при цьому станом на кінець 1911-го загальний обсяг вилучених розкривних порід перевищив 1,1 млн м3.
У підсумку Briseis Tin Mine Company перебрала контроль над всіма гірничими ліцензіями району (включно з концесією Krushka Brothers) та вела розробку до 1929 року. 4 квітня 1929-го стався прорив греблі на Каскад-Рівер, що призвело до загибелі 14 осіб та закриття копальні.
У 1934-му рудник відновив роботи, проте вони мали вже значно менший розмах, аніж раніше, та завершились в 1948 році (Briseis Tin Mine Company діяла до 1956-го).
Всього за час експлуатації покладів району тут видобули 20,8 тисячі тонн оксиду олова.